# Yangcun, Tianjin
Yangcun är ett stadsdelsdistrikt i storstadsområdet Tianjin i Kina. Det ligger 80 km sydost om huvudstaden Peking. Det ligger i stadsdistriktet Wuqing. Vid folkräkningen 2020 hade Yangcun 69 345 invånare. 